# 柏崎千葉構造線

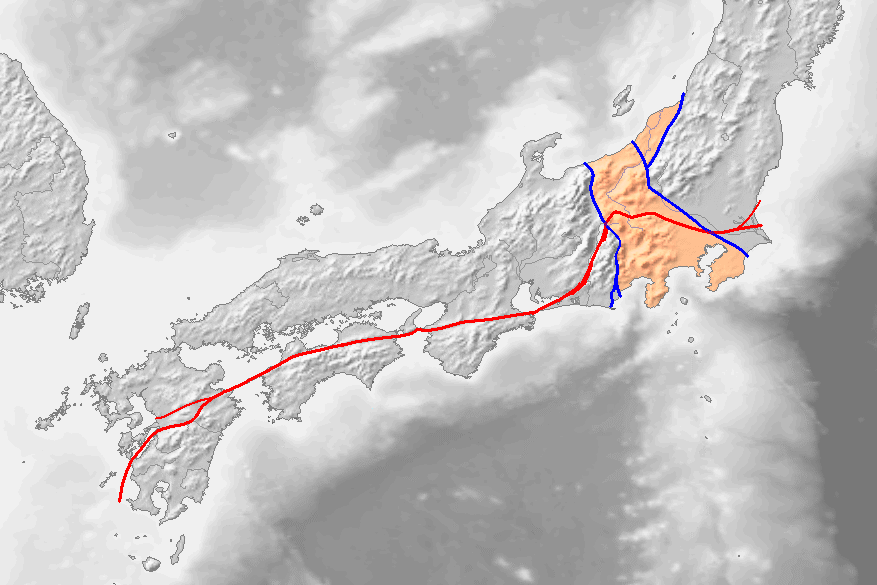
■ 右側の上下方向に長い青線が柏崎千葉構造線

柏崎千葉構造線（かしわざきちばこうぞうせん）とは、新潟県柏崎市から千葉県に至る大断層線である。
1886年にフォッサマグナを命名したナウマンはフォッサマグナの東縁を新潟県直江津と神奈川県平塚を結ぶラインと考えていた。しかし次第にもっと東ではないかと考えられるようになった。1970年に山下昇が柏崎と千葉を結ぶ線が東縁と推定する信越房豆帯説を発表した。1976年には棚倉構造線が東縁とする説が出された。1988年には加藤芳輝が上越銚子線を発表した。その後も諸説出され東縁は確定していない。
2004年の新潟県中越地震ではこの構造線が原因ではないかと念のため考えられ、また実際そのように考えた市民も多かったことから調査が行われた。しかし結局関連する証拠は見つからなかった。

## 断層としての評価
周辺にある浅間山、榛名山、草津白根山、赤城山などの火山灰と利根川流域河川の河川堆積物に阻まれ、西縁の糸魚川静岡構造線と比較すると実態の解明は進んでいない。
AA級活断層の定義（平均変位速度が1000年間に10m以上）どころかC級活断層の定義（平均変位速度が1万年以上で1cmから10cm未満）にも全く当てはまらないので活断層ではないとされてきたが、1990年代以後半降調査が行われ群馬県東部の大久保断層と太田断層は、B級断層の活動性や段丘形成史を有しているとする見解がある。
- 大久保断層の上下平均変位速度は0.2-0.4mm/yrと推定された[3]。

## 活動歴
活動歴の解明は進んでいない。
- 818年8月頃 弘仁地震の起震断層との関連を示唆する研究がある[2]。